# Дубово-грабова діброва (Панівецьке л-во)
Дубово-грабова діброва — комплексна пам'ятка природи на території Кам'янець-Подільського лісгоспзагу (Панівецьке лісництво, Княжпільська дача квадрат 51, ділянка 7) на Хмельниччині. Була оголошена рішенням Хмельницького облвиконкому № 466-р від 06.12.1972 року.

## Опис
Тут росте неповторної краси дубово-грабова діброва. В цьому місці є також історична пам'ятка — старовинне городище.
Площа — 5 га.

## Скасування
Станом на 01.01.2016 року об'єкт не міститься в офіційних переліках територій та об'єктів природно-заповідного фонду, оприлюднених на Єдиному державному вебпорталі відкритих даних http://data.gov.ua/ [Архівовано 4 травня 2016 у Wayback Machine.]. Проте ні в Міністерстві екології та природних ресурсів України, ні у Департаменті екології та природних ресурсів Хмельницької обласної державної адміністрації відсутня інформація про те, коли і яким саме рішенням було скасовано даний об'єкт природно-заповідного фонду..